# البوسكي (تشيلي)
البوسكي (بالإنجليزية: El Bosque, Chile)‏ هي بلدية في تشيلي وتقع في محافظة سانتياغو يقدر عدد السكان في
البوسكي، بـ 175,594 نسمة و مساحتها 14.1 كم2 وترتفع عن مستوى سطح البحر 587 متر.